# جبهه مقاومت اسلامی در سوریه
جبهه مقاومت اسلامی در سوریه (عربی: جبهة المقاومة الإسلامیة فی سوریا‎) که قبلاً با عنوان جبهه آزادی‌بخش جنوب شناخته می‌شد (عربی: جبهة المقاومة الإسلامیة فی سوریا‎)، یک سازمان شبه‌نظامی است که توسط حزب سوسیال ناسیونالیست سوری در واکنش به سقوط رژیم اسد و حمله ۲۰۲۴ اسرائیل به سوریه، تأسیس شد.

## تاریخچه
جبهه مقاومت اسلامی در سوریه در ۱۷ دسامبر ۲۰۲۴، با عنوان جبهه آزادی‌بخش جنوب، با هدف حفاظت از مردم سوریه و بیرون راندن اسرائیل از خاک سوریه، تأسیس شد. در بیانیه این سازمان، خود را به عنوان یک سازمان مردمی در سوریه توصیف کرده که در واکنش به سکوت و انفعال دولت جدید سوریه در برابر اسرائیل، ایجاد شده است و عنوان‌های دشمن و اشغالگر را به اسرائیل نسبت داد. این سازمان همچنین تأکید کرد که به هیچ دولت، فرقه یا حزبی، چه در داخل سوریه و چه در خارج از کشور، وابستگی ندارد. نام جبهه آزادی‌بخش جنوب در ۱۱ ژانویه ۲۰۲۵ به جبهه مقاومت اسلامی در سوریه تغییر یافت.
در ۹ ژانویه ۲۰۲۵، جبهه آزادی‌بخش جنوب، به اسرائیل ۴۸ ساعت فرصت داد تا تمام نیروهای اسرائیلی را از منطقه حائل نزدیک بلندی‌های جولان، خارج کند، در غیر این صورت به نیروهای دفاعی اسرائیل، حمله می‌شود.
در ۲۶ ژانویه ۲۰۲۵، جبهه مقاومت اسلامی در سوریه، مسئولیت سرنگونی یک پهپاد متعلق به نیروهای دفاعی اسرائیل در جنوب سوریه را در نخستین عملیات رسمی خود علیه آنها، برعهده گرفت.
در ۲۷ فوریه، جبهه مقاومت اسلامی، شروع به تشکیل هسته‌های نظامی در جنوب سوریه کرد که احتمال می‌رود با حمایت ایران صورت می‌گیرد.